# 貝尼邁利凱舍
36°26′N 4°24′E / 36.433°N 4.400°E

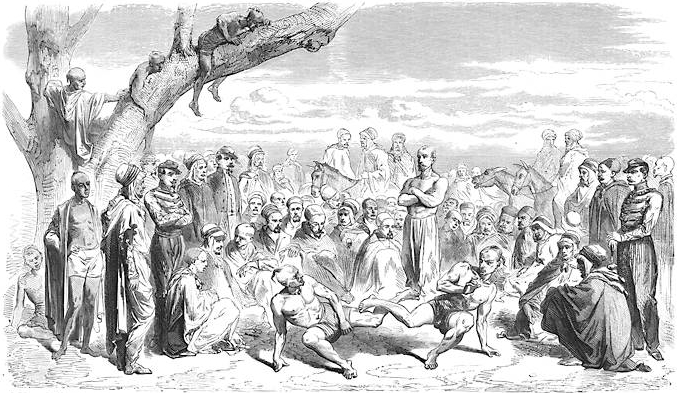

貝尼邁利凱舍（阿拉伯语：‎），是阿爾及利亞的城鎮，位於該國北部貝賈亞省，由塔茲馬勒特區負責管轄，面積43平方公里，2008年人口8,497，人口密度每平方公里199人。